# 城内 (佐賀市)
城内（じょうない）は佐賀県佐賀市の地名。郵便番号は840-0041。

## 地理
城内は佐賀市の中央部にある江戸時代の佐賀城郭内部で、北・南・西は今も城堀で囲まれており、東側も一部で城堀の復元が行われている。東は水ヶ江に接し、南は中の館町及び鬼丸町、西は赤松町及び与賀町、北は松原にそれぞれ堀を挟んで接する。中央部を市道城内船津線が縦断し、西の一丁目、東の二丁目の境界となっている。県庁を始め、佐賀地方法務局などが入居する佐賀合同庁舎、県立図書館、県立美術館、県立博物館、佐賀西高校、佐賀大学附属中学校、佐賀大学附属小学校など行政機関や文化施設、学校が多く立地する県機関の中枢である。また、かつての本丸に位置する佐賀城本丸歴史館を中心とした城内南部は佐賀城公園となっている。
北西・「北の御門」付近からは嘉瀬川の支流である多布施川が流入する。洪水防止や水路として利用される人工河川であり、かつては飲料水としても利用された。そのため川と城堀は交差するが繋がっていない。城内では中央部の栄城橋まで南流したのち北側に流れを変える複雑な流れを取るが、佐賀平野で南から北に川が流れるのは多布施川のこの地点のみである。
面積は約0.48㎢。2022年1月末時点の住民基本台帳による世帯数及び男女別人口は以下の通り。
| 町丁       | 世帯数  | 人口   | 人口   | 人口   |
| 町丁       | 世帯数  | 総人口 | 男人口 | 女人口 |
| 城内一丁目 | 181世帯 | 400人  | 201人  | 199人  |
| 城内二丁目 | 185世帯 | 340人  | 159人  | 181人  |
| 合計       | 366世帯 | 740人  | 360人  | 380人  |

国勢調査による2000年以降の人口の推移を示す。
| 町丁      | 2000 | 2010 | 2020 |
| --------- | ---- | ---- | ---- |
| 城内1丁目 | 472  | 387  | 392  |
| 城内2丁目 | 549  | 390  | 340  |
| 合計      | 1021 | 777  | 732  |

## 歴史
1889年に佐賀市が発足したとき、城内は赤松町の一部であった。その後、1966年に住居表示が実施された際に城内として分離している。

## 交通
城内には佐賀市交通局の「県庁舎」「サガテレビ前」「佐賀城跡」「博物館前」のバス停があり、佐賀城跡線、平松循環線、広江・和崎線が運行されている。また県庁舎と博物館前には空港行準急も停車する（直行は通過）。
中央を縦断する市道には「本丸通り」、横断する市道には「城内通り」の愛称がそれぞれある。1985年（昭和60）年市内の22路線に市が愛称を付与した際、地元自治会からの推薦により決定した。

## その他施設
- サガテレビ
- 市村記念体育館
- 佐賀県自治会館
- 佐賀県建設会館